# نوترين
{{بطاقة شركة
| اسم = Nutrien Ltd.
| علامة_الشركة = Nutrien Logo.svg
| تعليق = Nutrien head office in Saskatoon
| صورة = Nutrien Tower.jpg
| نوع_الشركة = شركة عامة
| الرمز_في_البورصة = قالب:TSX 

S&P/TSX 60 Component ‏
| صناعة = زراعة
| سبقه = PotashCorp، شركة اجريوم
| تاريخ_التأسيس = 2018
| منطقة_الخدمة = Worldwide
| أهم_الشخصيات = Ken Seitz (الرئيس (لقب الشركة) ‏ & الرئيس التنفيذي), and Russ Girling (Executive Chair)
| المنتجات = 
| العائدات = ▲ $27.71 billion (2021) 
| الدخل_التشغيلي = $902 million (2020) 
| الأصول = ▲ $49.95 billion (2021)
| السيولة المالية = ▲ $23.7 billion
| موقع_ويب = الموقع الرسمي

نوترين هي شركة أسمدة كندية مقرها في ساسكاتون ، ساسكاتشوان . وهي أكبر منتج للبوتاس وثالث أكبر منتج للأسمدة النيتروجينية في العالم.  لديها أكثر من 2000 موقع للبيع بالتجزئة في جميع أنحاء أمريكا الشمالية وأمريكا الجنوبية وأستراليا ويعمل بها أكثر من 23500 موظف.  وهي مدرجة في بورصة تورنتو (الرمز NTR ) وبورصة نيويورك (الرمز NTR )، وتبلغ قيمتها السوقية 34 مليار دولار أمريكي اعتبارًا من يناير 2018.  تم تشكيلها من خلال اندماج شركتي بوتاشكورب وأجريوم ، في صفقة أغلقت في 1 يناير 2018. 

## تاريخ الشركة

### الاندماج
واقترحت شركتا بوتاشكورب وأجريوم الاندماج لأول مرة في سبتمبر 2016. وقد تم اقتراح الاندماج في سياق انخفاض أسعار الأسمدة، مما أدى إلى الأمل في أن تتمكن شركة أكبر من زيادة الأسعار بشكل أفضل.  وتأمل الشركة الجديدة أيضًا في تقليل التكاليف من خلال الدمج؛ وتقدر أنها ستكون قادرة على خفض التكاليف بمقدار 500 مليون دولار أمريكي. 
كان من المتوقع أصلاً أن يتم إغلاق الصفقة في منتصف عام 2017، ولكن تم تأجيلها إلى يناير 2018 بسبب العقبات التنظيمية؛ ولم يتم الحصول على الموافقة التنظيمية النهائية من لجنة التجارة الفيدرالية الأمريكية (FTC) إلا في ديسمبر 2017. وبناء على شروط الاندماج، حصل المساهمون السابقون في شركة بوتاشكورب على 52% من شركة نوترين، في حين حصل مساهمو أجريوم على 48%.  أصبح تشارلز ماجرو ، الرئيس التنفيذي لشركة أجريوم، الرئيس التنفيذي للشركة الجديدة، بينما أصبح الرئيس التنفيذي لشركة بوتاشكورب، يوخن تيلك، رئيسًا تنفيذيًا.  يقع مقر شركة نوترين في ساسكاتون، المقر الرئيسي السابق لشركة بوتاشكورب، لكنها ستحتفظ بمكاتب الشركة في كالجاري ، المقر الرئيسي السابق لشركة أجريوم.
في مايو 2018، أعلنت شركة نوترين أنها ستبيع لشركة تيانكي ليثيوم حصة قدرها 24% في شركة التعدين التشيلية سوسيداد كيميكا واي مينيرا ( اس كيو ام) مقابل 4.1 مليار دولار تقريبًا.   كان من المقرر أن تقوم تيانكي بشراء 62.5 مليون سهم A اس كيو ام مقابل 65 دولارًا للسهم. كانت شركة نوترين بحاجة إلى إرضاء الجهات التنظيمية الصينية والهندية بسبب المخاوف من احتكارها لسوق البوتاس.    تم إغلاق البيع في 5 ديسمبر 2018. 
في فبراير 2019، أعلنت شركة نوترين، من خلال فرعها الأسترالي لاند مارك للعمليات  عن الاستحواذ المقترح على منظمة البيع بالتجزئة الريفية الأسترالية (رورال كو) .  تم الانتهاء من عملية الاستحواذ في 1 أكتوبر 2019، وبعد ذلك تم شطب رورال كو من ايه اس اكس.  بعد هذا الاستحواذ، تقوم شركة نوترين الآن بتوريد 650 متجرًا للبضائع الريفية في أستراليا، أو ما يقرب من 45% من جميع متاجر البضائع الريفية في أستراليا. 
في يوليو 2022، أعلنت شركة نوترين أنها ستستحوذ على شركة الأسمدة البرازيلية للبيع بالتجزئة كازا دو أدوبو، مما يزيد من توسعها في أمريكا اللاتينية. 

## المنافسة
يشمل المنافسون الرئيسيون لشركة نوترين منتجي البوتاس والفوسفات والنيتروجين الآخرين، مثل شركة موزاييك ، ويارا انترناشونال ايه اس ايه ، و شركة سي اف للصناعات القابضة ، و ك+س ايه جي .

## أثار انبعاثات الكربون
أبلغت شركة نوترين عن إجمالي انبعاثات ثاني أكسيد الكربون (المباشرة + غير المباشرة) في 31 ديسمبر 2020 وقدرها 13,160 كيلو طن (-220 / -1.6% سنوياً). 
| ديسمبر 2018 | ديسمبر 2019 | ديسمبر 2020 |
| ----------- | ----------- | ----------- |
| 14,240      | 13,380      | 13,160      |